# Базарная улица (Казань)
Базарная улица (тат. Базар урамы, Bazar uramı) — улица в Кировском районе Казани, в историческом районе Ягодная слобода.

## География
Начинаясь от дома № 84б к1 по Краснококшайской улице, заканчивается пересечением с Поперечно-Базарной улицей. Ранее пересекалась с улицей Алафузова и Межевым переулком.

## История
Возникла до революции как односторонка кварталов № 5 и 9 Ягодной слободы; в 1920-годы упоминается как Песчаная улица. Переименована в Базарную улицу протоколом комиссии Казгорсовета по наименованию улиц б/н от 2 ноября 1927 года, утверждённому 15 декабря того же года, предположительно, по находившемуся
К концу 1930-х годов на улице имелись домовладения: № 1/18-9 по нечётной стороне и № 2-36 по чётной.
Строительство малоэтажных многоквартирных домов на улице началось в 1950-е годы, когда в квартале между улицами Базарная, Поперечно-Базарная, Краснококшайская и Карла Либкнехта были построены дома для работников предприятий, расположенных в Ягодной слободе.
Значительная часть застройки (в том числе и дома, построенные в 1950-е годы) была снесена во второй половине 1990-х и 2000-х годах, в рамках программы ликвидации ветхого жилья и во время строительства дороги от улицы Фрунзе до Большой Крыловки.
После введения в городе деления на административные районы входила в состав Кировского (до 1931 года Заречного, до 1935 года Пролетарского) района.

## Транспорт
Общественный транспорт по улице не ходит. Ближайшая остановка общественного транспорта: «Поперечно-Базарная» (автобус, троллейбус) на Краснококшайской улице.

## Объекты
- № 2, 3/13, 5, 7, 7а, 9, 11/16 — жилые дома льнокомбината[тат.].[22][23]